# قاعدة بيانات الأفلام على الإنترنت
قاعدة بيانات الأفلام على الإنترنت وتُعرف اختصارًا بـ آي إم دي بي (بالإنجليزية: IMDb) هي قاعدة بيانات عبر الإنترنت للمعلومات المتعلقة بالأفلام والبرامج التلفزيونية ومقاطع الفيديو المنزلية وألعاب الفيديو والمحتوى المتدفق عبر الإنترنت - بما في ذلك الممثلون وطاقم الإنتاج والسير الذاتية الشخصية وملخصات الحبكة، التقييمات وآراء المعجبين وكذا المراجعات النقدية. كان موقع قاعدة بيانات الأفلام على الإنترنت في الأصل موقع ويب يُديره المعجبون إلى أن سيطرت عليهِ شركة آي إم دي بي دوت كوم إنكوايرر (بالإنجليزية: IMDb.com، Inc) وهي شركةٌ تابعةٌ لشركة أمازون. بدأ الموقع كقاعدة بيانات أفلام على مجموعة يوزنت (بالإنجليزية: Usenet) على المسار ريك دوت آرتس دوت موفيز (بالإنجليزية: rec.arts.movies) عام 1990 وانتقلَ إلى الويب عام 1993.

## المميزات
يمكن الوصول إلى غالبيّة صفحات الأفلام على موقع قاعدة بيانات الأفلام على الإنترنت، ومع أن الموقع مفتوحٌ للجميعِ من أجل المساهمة فيه إلا أن عملية التسجيل ضرورية قبل إجراء أيّ تعديل. معظم بيانات الموقع هي من تأليفِ وتحرير عددٍ من المساهمين المتطوعين. يُمكّن الموقع المستخدمين المُسجَّلين من تحرير مواد جديدة والتعديلِ على تلك المنشورة سلفًا لكنّ تعديلاتهم تُراجع من قِبل متطوّعين آخرين قبل قبولها، فيما يمنحُ الموقع للمستخدمين الذين لديهم سجّلٌ حافلٌ في تحرير مواد جديدة وتصحيح أخرى قديمة أو تحديثها ميزةً تجعل تعديلاتهم مقبولة فور نشرها دون الحاجة لمراجعتها من قِبل شخصٍ آخر.
يمكن لجميع المستخدمين المُسجّلين اختيار اسم الموقع الخاص بهم، لكنّ معظمهم يُحرّر بشكل مجهول. لديهم صفحة ملف تعريف تُوضّح المدة التي قضاها المستخدم على الموقع بالإضافةِ إلى تقييماته للأفلام (إذا قرر المستخدم عرضها)، وتمَّت إضافة شارات منذ عام 2015 ترمزُ لعدد المساهمات التي قام بها مستخدمٍ معين. يدعو الموقع مستخدميهِ إلى تقييمِ أي فيلمٍ على مقياسٍ من 1 إلى 10 ويتمُّ حساب تقييم الفيلم ككل عبر حساب متوسّط التقييمات الذي يُعرض جنب عنوان الفيلم أو المسلسل مع استخدام مرشحاتٍ عبر الإنترنت لردع الحشو أو التزوير.
أطلقت قاعدة بيانات الأفلام على الإنترنت في كانون الثاني/يناير 2019 منصة أفلامٍ مجانيةٍ سمّتها فري ديف (بالإنجليزية: Freedive) وهي خدمةٌ مدعومةٌ بالإعلانات تقدم عناوين أفلام هوليوود والبرامج التلفزيونية، وقد حصلت على ترخيص العديد من عناوين الأفلام والمسلسلات من سوني بيكتشرز. غُيّر اسمُ المنصّة في حزيران/يونيو 2019 من فري ديف (بالإنجليزية: Freedive) إلى آي إم دي بي تي في (بالإنجليزية: IMDbTV) وخلال إطلاق الموقع الجديد تضاعفَ حجم المحتوى الموجود على المنصّة ثلاث مرات.

## التاريخ

### على يوزنت
نشأ موقع قاعدة بيانات الأفلام على الإنترنت مع منشورٍ على شبكة يوزنت بعنوان تلك العيون (بالإنجليزية: Those Eyes) لمبرمج الكمبيوتر البريطاني كول نيدهام حول ممثلاتٍ بعيون جميلة. سرعان ما استجاب آخرون لديهم اهتمامات مماثلة للمنشور فبدأوا بإضافة قوائم مختلفة خاصة بهم. بدأ نيدهام لاحقًا قائمة الممثلين (بالإنجليزية: Actors List) بينما بدأ ديف نايت قائمة المخرجين (بالإنجليزية: Directors List) وتولى آندي كريج ما عُرف حينها باسمِ القائمة (بالإنجليزية: List) من هانك دريسكيل فغُيّر اسمها لاحقًا إلى قائمة الممثلات (بالإنجليزية: Actresses List). كانت كلتا القائمتين (قائمة الممثلين وقائمة الممثلات) مقتصرتين على الممثلين/الممثلات الذين كانوا على قيد الحياة وينشطون في المجال السينمائي أو الفنّي بشكلٍ عام ولكن سُرعان ما تمَّ إضافة المتقاعدين، لذلك بدأ نيدهام قائمة جديدة باسمِ قائمة الممثلين/الممثلات الموتى (بالإنجليزية: Dead Actors/Actresses List)، ثمّ بدأ ستيف هاموند في جمع ودمج أسماء الشخصيات لكل من قوائم الممثلين والممثلات. حقّقت هذه القوائم شهرة وشعبية كبيرة على منصّة يوزنت فبدأ الناشطون على الشبكة في دمجِ تلك القوائم في قوائم أكبر بل كان هدفُ المشاركين الآن هو جعل القوائم شاملةً قدر الإمكان. ضمَّت تلك القوائم بحلول أواخر عام 1990 حوالي 10,000 صفحة من الأفلام والمسلسلات التلفزيونية التي ظهرَ فيها ممثلون وممثلات كانوا مدرجين على اللوائح. قام نيدهام في السابع عشر من تشرين الأول/أكتوبر 1990 بتطوير ونشر مجموعة من شل سكربت – مبني على يونكس – وهو ما مكَّنَ من تفعيلِ خاصيّة البحث في القوائم الأربعة ليكون بذلك اللبنة الأولى لظهور موقع قاعدة بيانات الأفلام على الإنترنت والذي كان يُعرف في ذلك الوقت باسم قاعدة بيانات الأفلام (بالإنجليزية: rec.arts.movies).

### على الويب
وُسّعت قاعدة البيانات لتشمل فئات إضافية من صانعي الأفلام والسير الذاتية المفصَّلة وملخصات الحبكة. دُمجت تصنيفات الأفلام بشكلٍ صحيحٍ مع بيانات القائمة كما أُنشئت واجهة بريد إلكتروني مركزية للاستعلام عن قاعدة البيانات بواسطة ألان جاي. انتقل الموقع في وقتٍ لاحقٍ من عام 1993 إلى شبكة الويب العالمية فسُمِّي حينها قاعدة بيانات أفلام كارديف على الإنترنت (بالإنجليزية: Cardiff Internet Movie Database)، لأنَّ قاعدة البيانات كانت مستضافة على خوادمٍ موجودةٍ في قسم علوم الكمبيوتر بجامعة كارديف في ويلز. كان روب هارتيل هو المؤلف الأصلي لواجهة ويب الموقع، وأُعيد عام 1994 مراجعة واجهة البريد الإلكتروني لقبول تقديم جميع المعلومات مما مكَّن الأشخاص من إرسال تحديثاتهم عبر البريد الإلكتروني إلى مشرف القائمة المحدد، ومع ذلك بقي الموقع بنفسِ الهيكلة تقريبًا بحيث تم تقسيم المعلومات الواردة حول فيلم واحد بين مديري أقسام متعددين ويتمُّ تحديد الأقسام وتحديدها حسب فئات العاملين في الفيلم والتصويرات السينمائية وما إلى ذلك.

### حاليًا
أُسِّسَت عام 1996 قاعدة بيانات الأفلام على الإنترنت في المملكة المتحدة لتُصبح شركة مستقّلة بحيثُ أصبحَ نيدهام مالك الشركة وقد حقَّق لها بعض الإيرادات العامة من خلال الإعلانات وعقد الشراكات مع شركات أخرى.
أبرم جيف بيزوس المؤسس والمالك والرئيس التنفيذي لشركة أمازون عام 1998 صفقةً مع نيدهام ومساهمين رئيسيين آخرين لشراء شركة قاعدة بيانات الأفلام على الإنترنت مباشرةً مقابل 55 مليون دولار تقريبًا فضُمَّت إلى أمازون كشركة فرعية خاصة. أعطى هذا قاعدة بيانات الأفلام على الإنترنت القدرة على دفع رواتب المساهمين لعملهم في حين أن أمازون أصبحت قادرة على استخدام قاعدة بيانات الأفلام على الإنترنت (آي إم دي بي) كمورد إعلاني لبيع أقراص الدي في دي وأشرطة الفيديو.
واصلت شركة قاعدة بيانات الأفلام على الإنترنت توسيع نطاق عملها، فأضافت في الخامس عشر من كانون الثاني/يناير 2002 خدمة اشتراكٍ تُعرف باسمِ آي إم دي بي برو (بالإنجليزية: IMDbPro) تستهدفُ محترفي الترفيه. أُعلن عن انطلاقِ هذه الخدمة رسميًا عام 2002 بمهرجان صندانس السينمائي وهي الخدمة التي تُوفّر مجموعة متنوعة من الخدمات بما في ذلك إنتاج الأفلام وتفاصيل شباك التذاكر ودليل الشركة، وقدرة المشتركين على إضافة صفحات معلومات شخصية مع تفاصيل متباينة.
كحافزٍ إضافي للمستخدمين، واعتبارًا من عام 2003 أضاف الموقع تصنيفًا باسمِ «أفضل 100 مساهم» حصلوا على وصولٍ مجاني إلى آي إم دي برو للسنة التقويمية التالية، ثمّ رُفع عدد من في هذه القائمة إلى 150 مساهمًا وأصبح العددُ عام 2010 ما مجموعهُ 250 أعلى مساهمًا حصلوا على الوصول المجاني للخدمة المدفوعة. قبل ذلك بعامين، كانت شركة قاعدة بيانات الأفلام على الإنترنت قد أطلقت أول موقعٍ لها بلغة أجنيية ويتعلَّقُ الأمر بموقع آي إم دي بي دوت دي (بالإنجليزية: IMDb.de) في نسختهِ الألمانيّة، كما استحوذت في نفس العام أيضًا على شركتي ويذاوت بوكس (بالإنجليزية: Withoutabox) و بوكس أوفيس موجو (بالإنجليزية: Box Office Mojo). جديرٌ بالذكر هنا أن موقع قاعدة بيانات الأفلام على الإنترنت قد بُرمج في الأصل بلغة بيرل البرمجيّة لكن الشركة لم تعد تكشف عن البرامج واللغات التي استخدمها لأسباب أمنية.

## آي إم دي بي برو
يمكن للممثلين وكل العاملين في المجال السينمائي نشر سيرتهم الذاتية وتحميل الصور الخاصة بهم مقابل رسوم عضوية سنوية إلى آي إم دي بي برو (بالإنجليزية: IMDbPro). يمكن الوصول إلى موقع آي إم دي بي من قِبل أي شخصٍ يرغبُ في دفع الرسوم البالغة 19.99 دولارًا أمريكيًا شهريًا أو 149.99 دولارًا أمريكيًا في حالة الدفع سنويًا. تُمكّن العضوية المستخدم من الوصول إلى تصنيفٍ يضمُّ كل العاملين في عالم السينما بالإضافةِ إلى معلوماتٍ مهمةٍ أخرى من قبيل وكيل أي ممثل أو منتج أو مخرج لديه صفحة على قاعدة بيانات الأفلام على الإنترنت وطُرق الاتصال به. يُتيح التسجيل في آي إم دي بي برو للأعضاء العاملين في صناعة السينما تحميل مئات الصور على صفحتهم والتعديل عليها، في حين يُمكن لأيّ شخصٍ التسجيل كمستخدم عادي في قاعدة بيانات الأفلام على الإنترنت والمساهمة في الموقع بالإضافة إلى عرض محتواه لكن المستخدمين المسجلين في آي إم دي بي برو لديهم وصول وامتيازات أكبر.

## آي إم دي بي تي في
أطلقت قاعدة بيانات الأفلام على الإنترنت موقع آي إم دي بي فري ديف في العاشر من كانون الثاني/يناير 2019 وهي خدمة بث تقدم أفلامًا معينة مجانًا مع إعلانات، لكن ونظرًا لقيود الترخيص الدولية تتوفر الخدمة حاليًا في الولايات المتحدة فقط وذلك اعتبارًا من عام 2019. تُعتبر خدمة فري ديف المحاولة الثانية للشركة في تجاربها لخدمة البث المباشر، حيثُ كانت شركة قاعدة بيانات الأفلام على الإنترنت (آي إم دي بي) قد أطلقت سابقًا ميزة مماثلة عام 2008 لكنها أُوقفت لاحقًا لسببٍ ما.
أعلنت قاعدة بيانات الأفلام على الإنترنت في حزيران/يونيو 2019 أنها غيّرت تسمية خدمة البث الخاصة بها من آي إم دي بي فري ديف إلى آي إم دي بي تي في كما أعلنت نيّتها توسيع نطاق الخدمة ليشملَ القارة الأوروبيّة. حصلت الخدمة على تراخيص أفلام ومسلسلات تلفزيونية من عددٍ من شركات الإنتاج السينمائي بما في ذلك وارنر برذرز وسوني بيكتشرز ومترو غولدوين ماير، وحصلت الخدمة في شباط/فبراير 2020 على ترخيصٍ جديدٍ لبثِّ 21 مسلسلًا تلفزيونيًا من ديزني – آي بي سي لوكال تيليفيجن. اشترت آي إم دي بي تي في أيضًا حقوق البث لمسلسل أليكس رايدير تي في (بالإنجليزية: Alex Rider TV) في الولايات المتحدة والذي كان يُعرض على برايم فيديو في كلٍ من المملكة المتحدة وأمريكا اللاتينية وألمانيا والنمسا.

## المحتوى والخدمات

### خدمة السيرة الذاتية
قدمت قاعدة بيانات الأفلام على الإنترنت عام 2006 خدمةً حملت اسمَ «السيرة الذاتية» حيثُ يمكن للممثلين والعاملين في المجال السينمائي نشر سيرتهم الذاتية وتحميل الصور الخاصة بهم على الموقع مقابل رسوم سنويّة. كانت التكلفة السنوية الأساسية لتضمينِ صورةٍ تبلغُ 39.95 دولارًا أمريكيًا حتى عام 2010 عندما رُفعت التكلفة إلى 54.95 دولارًا أمريكيًا. ضُمِّنت خدمة السيرة الذاتية هذه عام 2012 كجزءٍ من اشتراك آي إم دي بي برو ولم تعد خدمة اشتراكٍ منفصلة.

### مساهمات المتطوعين
يحتفظُ جميع المتطوعين الذين يساهمون بالمحتوى – من الناحية الفنية – بحقوق الطبع والنشر لمساهماتهم، ولكنّ تجميع المحتوى يُصبح ملكيةً حصريةً لقاعدة بيانات الأفلام على الإنترنت كما تملكُ الحقّ الكامل في نسخه وتعديله وإعادة ترخيصه. هناك بعضُ القيود في قاعدة بيانات الأفلام على الإنترنت على تغيير العناوين، لكنها تسمحُ للمتطوعين في المقابل بتعديلِ – أو حتّى إضافة – ملخصات المسلسلات والأفلام مثلًا كما يُسمح لهم بتصحيحِ القواعد النحوية أو حذف الأخطاء الإملائيّة دون الحاجة إلى إضافة أسمائهم كمؤلفين مشاركين. نظرًا للوقتِ المطلوب لمعالجة البيانات التي تُضاف أو التي يُعدَّل عليها فإنّ موقع قاعدة بيانات الأفلام على الإنترنت يختلفُ نوعًا ما عن باقي المشاريع التي تعتمدُ على المتطوعين في بناء محتوياتها على غِرار خريطة الشارع المفتوحة أو ويكيبيديا، حيث يمكن للمساهمين إضافة أو حذف أو تعديل البيانات لكن كل تلك التعديلات تحتاجُ لمراجعةٍ من تقنيي شركة قاعدة بيانات الأفلام على الإنترنت والموظفين الذين يتقاضون رواتب منها.
أضاف بعض المتطوعين في الموقع عن عمدٍ معلومات خاطئة، وفي هذا الصدد قال متحدثٌ باسمِ الشركة عام 2012: «نحنُ نسهل على المستخدمين والمهنيين تحديث الكثير من المحتوى الخاص بنا، ولهذا السبب لدينا «صفحة تحريرٍ» تجمعُ كل تعديلات المساهمين التي تمرُّ عبر سلسلةٍ من عمليات التحقق قبل الموافقة على نشرها. نظرًا للحجم الهائل للمعلومات، فإنّ الأخطاء العرضية لا مفر منها وعند الإبلاغ عنها يتمُّ إصلاحها على الفور. نرحب دائمًا بالتصحيحات.» أنشأت ما يُعرف بقاعدة بيانات أفلام جافا (JMDB) ملفًا هو آي إم دي بي أُرورو دوت لوج (بالإنجليزية: IMDb_Error.log) يسرد جميع الأخطاء التي يُعثر عليها أثناء معالجة مساهمات المتطوعين في موقع قاعدة بيانات الأفلام على الإنترنت. يعتمدُ الأخير على أوبن ميديا داتا (بالإنجليزية: Open Media Database) الذي يُساهم المستخدمون بمحتوياته أيضًا ولكنه مرخّصٌ بموجب رخص المشاع الإبداعي ورخصة جنو للوثائق الحرة. يقوم موقع آي إم دي بي منذُ عام 2007 بتجربة أقسام ويكي المُبرمَجة للحصول على ملخصاتٍ كاملةٍ للفيلم ومعلومات أخرى من هذا القبيل.

### تنسيق البيانات
لا يوفر موقع قاعدة بيانات الأفلام على الإنترنت واجهة برمجة تطبيقات للاستعلامات الآلية، ومع ذلك، فإن معظم البيانات يُمكن تحميلها مضغوطة كما يُمكن استخراج المعلومات باستخدام واجهة سطر الأوامر مثلًا. يوجد أيضًا تطبيق واجهة مستخدم رسومية (GUI) قائم على لغة جافا وهو قادرٌ على معالجة ملفات النص العادي المضغوط مما يسمحُ بالبحث وعرض المعلومات. يدعم تطبيق واجهة المستخدم الرسومية هذا لغات مختلفة لكن البيانات المتعلقة بالأفلام هس باللغة الإنجليزية فقط كما أتاحها الموقع. يُمكن أيضًا استخدام حزمة بايثون المسمّاة آي إم دي بي باي (بالإنجليزية: IMDbPY) لمعالجة ملفات النص العادي المضغوط في عددٍ من قواعد بيانات إس كيو إل المختلفة مما يُتيح سهولة الوصول إلى مجموعة البيانات بأكملها للبحث أو استخراج البيانات أو أيّ شيءٍ آخر.

### عناوين الأفلام
يحتوي موقع قاعدة بيانات الأفلام على الإنترنت على بياناتٍ باللغة الإنجليزية بالإضافة إلى نسخٍ مترجمة كليًا أو جزئيًا إلى لغات أخرى (الدنماركية والفنلندية والفرنسية والألمانية والمجرية والإيطالية والبولندية والبرتغالية والإسبانية والرومانية). تعرضُ المواقع غير الإنجليزية عناوين الأفلام باللغة الأصليّة للفيلم، ونفس الشيء كان يفعلهُ موقع قاعدة بيانات الأفلام على الإنترنت في نسختهِ الإنجليزية لكنّه سمحَ عام 2010 للمستخدمين في المملكة المتحدة والولايات المتحدة الأمريكية باختيار عرض العنوان الرئيسي لصفحة الفيلم إما عن طريق عناوين اللغة الأصلية أو عنوان الإصدار في المملكة المتحدة (عادةً باللغة الإنجليزية).

## الميزات الإضافية

### تقييمات المستخدم للأفلام
يُقدّم موقع قاعدة بيانات الأفلام على الإنترنت مقياس تصنيفٍ يسمحُ للمستخدمين بتقييمِ الأفلام على مقياسٍ من واحد إلى عشرة. يُشير الموقع في هذا الصدد إلى أنَّ التقييمات المقدمة يتمُّ ترشيحها وحتى قرائتها بطرق مختلفة من أجل إنتاج متوسطٍ يُعرض جنب كل عنوانِ فيلم أو مسلسلٍ وما إلى ذلك. يُؤكّد موقع قاعدة بيانات الأفلام على الإنترنت على استخدامهِ المرشحات لتجنّب الحشو لكنّه لا يصفُ الطريقة بالتفصيل لتجنب محاولات التحايل عليها، ومع أن سريّته هذه إيجابية إلّا أن لها بعض السلبيات على غِرار الاختلاف الشديدِ أحيانًا بين المتوسط الذي يضعهُ الموقع جنب الفيلم/ المسلسل والمتوسّط الحسابي.
الترتيب في القوائم
يُقدّم موقع قاعدة بيانات الأفلام على الإنترنت قائمة أفضل 250 فيلمًا بناءً على تصنيفات وتقييمات المستخدمين المسجلين بالموقع، واعتبارًا من الأول من آب/أغسطس 2020 كان فيلمُ الخلاص من شاوشانك هو الأول على القائمة. تعتمدُ القائمة في الواقع على تقييمات من يُوصفون بـ «الناخبين العاديين»، إلا أن عدد الأصوات التي يتعين على المستخدم المُسجَّل حديثًا بالموقع إجراؤها ليتمَّ اعتباره مستخدمًا يُصوّت بانتظام في الأفلام/المسلسلات القادمة يظلُّ سرًا من بينِ الأسرار التي لا يكشفُ عليها موقع قاعدة بيانات الأفلام على الإنترنت. يقولُ هذا الأخير أنه وللحفاظ على فعاليّة قائمة أفضل 250 فيلمًا فالشركة لا تُفصح عن المعايير المستخدمة حتى لا يتمَّ التحايل عنها. بالإضافة لكل هذه الإجراءات، فإنَّ قائمة أفضل 250 فيلمًا تعتمدُ على صيغة تصنيف مرجحة يشار إليها في العلوم الأكتوارية بعبارة صيغة المصداقيّة (بالإنجليزية: credibility formula). تنشأُ هذه التسمية لأنه يتمَّ اعتبار الإحصاء أكثر مصداقية كلما زاد عدد أجزاء المعلومات الفردية. على الرغم من عدم الكشفِ عن الصيغة الحالية، إلا أن موقع قاعدة بيانات الأفلام على الإنترنت كان يستخدمُ في الأصل الصيغة التالية لحساب المتوسّط وبالتالي ترتيب الأعمال السينمائية في القائمة:
{\displaystyle W={\frac {\ R\cdot v+C\cdot m\ }{v+m}}}
مع:
- {\displaystyle W\ } = التصنيف
- {\displaystyle R\ } = متوسّط تقييم الفيلم (من 1 إلى 10)
- {\displaystyle v\ } = عدد الأصوات التي شاركت في تقييم الفيلم
- {\displaystyle m\ } = الحد الأدنى من الأصوات المطلوب إدراجها في قائمة أفضل 250 فيلمًا (25,000 حاليًا)
- {\displaystyle C\ } = متوسط التصويت (7.0 حاليًا)

تُشير الـ{\displaystyle W\ } في هذه الصيغة المتوسط البايزي. جديرٌ بالذكرِ هنا أنَّ موقع قاعدة بيانات الأفلام على الإنترنت يحتوي أيضًا على قائمة أسوء 100 فيلم وهي قائمة تُجمَّع من خلال عملية مماثلة مع فرقٍ بسيطٍ في الحدّ الأدنى من الأصوات المطلوبة في تقييمِ الفيلم حيثُ يُطلب هنا 10000 صوت (أو تقييم) فقط للدخول في القائمة. عودةً للقائمة الأولى وهي قائمةُ أفضل 250 فيلمًا، فالقائمةُ تضمُّ مجموعة واسعة من الأفلام الروائية، بما في ذلك الإصدارات الرئيسية، والأفلام المستقلة، والأفلام المشهود لها بالنقد، والأفلام الصامتة، والأفلام غير الإنجليزية، والأفلام الوثائقية والأفلام القصيرة وحتى التليفزيونية لكنّ الحلقات من المسلسلات غيرُ مدرجةٍ حاليا، وكان الموقع قد أضاف عام 2015 قائمة جديدة هي قائمة أفضل 250 برنامجًا تلفزيونيًا.

### لوحات الرسائل
من أجل النشرِ على ما يُعرف بلوحات الرسائل (بالإنجليزية: Message Boards)، يحتاجُ المستخدم إلى ربطِ حسابه على موقع قاعدة بيانات الأفلام على الإنترنت عبر الهاتف الخلوي أو بطاقة الائتمان أو أن يكونَ عميلاً حديثًا للشركة الأم أمازون . توسعت لوحات الرسائل في السنوات الأخيرة، حيثُ بدأت بما يُعرف بسواب بوكس (بالإنجليزية: Soapbox) عام 1999 كلوحة رسائلٍ عامةٍ مخصصةٍ للمناقشات حول أيّ موضوع، في حين بدأت لوحة رسائل متعلقة بالسياسة عام 2007 وكان عبارةٌ عن لوحة رسائل لمناقشة السياسة والأحداث الإخبارية والشؤون الجارية فضلًا عن التاريخ والاقتصاد.
أُزيل في العشرين من شباط/فبراير 2017 جميع لوحات الرسائل ومحتواها نهائيًا حيثُ اتُخذَ القرار لأن هذه اللوحات لم تعد تقدم تجربة إيجابية ومفيدة للغالبية العظمى من أكثر من 250 مليون مستخدم شهريًا في جميع أنحاء العالم، فيما ذكر آخرون سلبيّات مثل هذه اللوحات والثغرات الكبيرة فيها التي تُستغل للتصيّد ولأشياء أخرى. وكانَ نيدهام قد ذكر في منشورٍ قبل بضعة أشهر أن لوحات الرسائل تحصلُ على دخلٍ أقل من الإعلانات وأن أعضائها يشكلون جزءًا صغيرًا جدًا من زوار الموقع، في مقابل أن تشغيلها يُعتبر أمرًا مكلفًا نظرًا لعمر النظام وتصميمه القديم الأمر الذي لم يكن له معنى من الناحية التجاريّة. قُوبل قرار إزالة لوحات الرسائل برد فعلٍ صريحٍ من بعض مستخدمي هذه اللوحات الذين دشّنوا عريضة عبر الإنترنت حصدت أكثر من 8000 موقّعًا طالب بإرجاعها.
في الأيام التي سبقت العشرين من شباط/فبراير 2017، احتفظَ كلٌ من أرشيف دوت أو آر جي (بالإنجليزية: Archive.org)، وموفي شات دوت أو آر جي (بالإنجليزية: MovieChat.org) بكامل محتويات لوحات رسائل موقع قاعدة بيانات الأفلام على الإنترنت وذلك باستخدامِ ما يُعرف باستخلاصِ المواقع. لقد قامَ الموقعان المؤشفانِ بنشر أرشيفات لوحة رسائل موقع قاعدة بيانات الأفلام على الإنترنت وهو أمرٌ قانونيٌّ بموجبِ مبدأ الاستخدام العادل لأنه ليس له أي تأثيرٍ على السوق المحتمل لموقع قاعدة بيانات الأفلام على الإنترنت كما أنه لم يعد محميًا بحقوق الطبع والنشر.

## إحصائيات
هذه إحصائيات موقع قاعدة بيانات الأفلام على الإنترنت اعتبارًا من حزيران/يونيو 2020:
| النوع                   | عدد الصفحات |
| ----------------------- | ----------- |
| فيلم روائي              | 552366      |
| فيلم قصير               | 743,793     |
| مسلسل تلفزيونى          | 185713      |
| حلقة تلفزيونية          | 4,907,831   |
| فيلم تلفزيوني           | 121.419     |
| فيلم تلفزيوني خاص       | 29336       |
| مسلسلات تلفزيونية قصيرة | 31363       |
| أفلام تلفزيوية قصيرة    | 12.569      |
| فيديو                   | 267.525     |
| ألعاب الفيديو           | 25645       |

## ترتيب الأفلام حسب تصويت أعضاء الموقع
في الموقع قائمة بأفضل 250 فيلم على مر التاريخ، ويتم ترتيبها حسب تصويت المستخدمين المسجلين في الموقع. فقط الأفلام السينمائية (باستثناء الأفلام الوثائقية) التي تبلغ مدتها على الأقل 45 دقيقة ولها أكثر من 25,000 صوت هي التي يتم قبولها، بينما جميع الإنتاجات الأخرى فهي غير مقبولة.
هنا أفضل عشرين فيلم على مر التاريخ بحسب تقييم IMDb:
| ترتيب | عنوان الفيلم                                       | المخرج              | بطل الفيلم         | سنة العرض |
| ----- | -------------------------------------------------- | ------------------- | ------------------ | --------- |
| 1     | الخلاص من شوشانك                                   | فرانك درابونت       | تيم روبنز          | 1994      |
| 2     | العراب                                             | فرانسيس فورد كوبولا | مارلون براندو      | 1972      |
| 3     | العراب: الجزء الثاني                               | فرانسيس فورد كوبولا | آل باتشينو         | 1974      |
| 4     | فارس الظلام                                        | كريستوفر نولان      | كريستيان بيل       | 2008      |
| 5     | 12 رجلا غاضباً                                      | سيدني لوميت         | هنري فوندا         | 1957      |
| 6     | قائمة شندلر                                        | ستيفن سبيلبرغ       | ليام نيسون         | 1993      |
| 7     | خيال رخيص                                          | كوينتن تارانتينو    | جون ترافولتا       | 1994      |
| 8     | الطيب والشرس والقبيح                               | سرجيو ليون          | كلينت إيستوود      | 1966      |
| 9     | سيد الخواتم: عودة الملك                            | بيتر جاكسون         | إليجاه وود         | 2003      |
| 10    | نادي القتال                                        | ديفيد فينشر         | ادوارد نورتون      | 1999      |
| 11    | سيد الخواتم: رفقة الخاتم                           | بيتر جاكسون         | إليجاه وود         | 2001      |
| 12    | حرب النجوم الجزء الخامس: الإمبراطورية تعيد الضربات | ايرفين كريشنر       | مارك هاميل         | 1980      |
| 13    | فورست غامب                                         | روبرت زيميكس        | توم هانكس          | 1994      |
| 14    | بداية                                              | كريستوفر نولان      | ليوناردو دي كابريو | 2010      |
| 15    | أحدهم طار فوق عش الوقواق                           | ميلوش فورمان        | جاك نيكلسون        | 1975      |
| 16    | سيد الخواتم: البرجان                               | بيتر جاكسون         | إليجاه وود         | 2002      |
| 17    | الأصدقاء الطيبون                                   | مارتن سكورسيزي      | راي ليوتا          | 1990      |
| 18    | ماتريكس                                            | الاخوة واكوسكي      | كيانو ريفز         | 1999      |
| 19    | حرب النجوم الجزء الرابع: أمل جديد                  | اجورج لوكاس         | مارك هاميل         | 1977      |
| 20    | الساموراي السبعة                                   | أكيرا كوروساوا      | توشيرو ميفوني      | 1954      |

## الدعاوى القضائية
رفعت ممثلة مجهولة عام 2011 قضيّة ضد موقع قاعدة بيانات الأفلام على الإنترنت – وبالتالي فالقضيّة كانت ضدّ أمازون كونها مالكة الموقع – مطالبةً بتعويضٍ قدره مليون دولار وذلك لأنّ موقع قاعدة بيانات الأفلام على الإنترنت كشفَ عن سنها (40 عامًا في ذلك الوقت). زعمت الممثلة أن الكشف عن عمرها الحقيقي قد يتسبَّبُ في فقدانها لفرص عملها في المجال السينمائي، لكنّ القاضية مارشا بيشمان – وهي قاضيةٌ في سياتل – رفضت الدعوى قائلةً إن الممثلة ليس لديها أسبابٌ لتقديمِ هذه الشكوى بشكلٍ مجهولٍ، وهو ما دفعَ الممثلة إلى الكشفِ عن هويّتها. لقد كانت الممثلة صاحب الدعوى هي هونج هوانج (بالإنجليزية: Huong Hoang) من تكساس والمعروفة أكثر باسمِ جوني هوانج (بالإنجليزية: Junie Hoang). رفضت القاضيّة بيشمان عام 2013 جميع أسباب الدعوى باستثناء دعوى خرق العقد ضد موقع قاعدة بيانات الأفلام على الإنترنت إلا أن هيئة المحلفين إلى موقع قاعدة بيانات الأفلام على الإنترنت (آي إم دي بي) في هذا الادعاء. أكدت محكمة الاستئناف بالدائرة التاسعة حكم محكمة المقاطعة في آذار/مارس 2015 ولم تربح الممثلة صاحبة الشكوى أيّ شيءٍ في هذه القضيّة.
رفعت شركة روفي كوربوريشن (بالإنجليزية: Rovi Corporation) عام 2011 أيضًا دعوى قضائيّة ضدّ الشركة الأم أمازون، حيثُ قالت شركة روفي إن الأخيرة وعبر موقع قاعدة بيانات الأفلام على الإنترنت قد انتهكت عددًا من القوانين خلال عرضها لعددٍ من قوائم البرامج المختلفة، لكن موقع قاعدة بيانات الأفلام على الإنترنت ومن خلفه شركة أمازون فازا بالدعوة فاضطّرت روفي كوربوريشن للانسحابِ من القضيّة، التي حُسمت فعليًا في نيسان/أبريل من عام 2014 بعدما أُكّد القرار السابق من قِبل محكمة الاستئناف الأمريكية.
صادقت ولاية كاليفورنيا في الأول من كانون الثاني/يناير 2017 على مشروع قانونٍ خاصٍ بالولاية حمل الرمز آي بي-1687 (بالإنجليزية: AB-1687) وهو قانونٌ يُلزم مواقع الويب بتلبيّة رغبات أو طلبات المعنيين بإخفاء أعمارهم وتاريخ عيد ميلادهم. تلقى موقع قاعدة بيانات الأفلام على الإنترنت في فترة قصيرةٍ بعد المصادقة على القانون أكثر من 2300 طلبًا من أشخاص معنيين لإزالة تاريخ ميلادهم من الموقع، وشملت هذه الطلبات 10 من الفائزين بجوائز الأوسكار و71 مرشحًا آخر لنفس الجوائز أو لجوائز إيمي أو غولدن غلوب. أصدر القاضي فينس جيردهاري تشابريا في الثالث والعشرين من شباط/فبراير 2017 تعليقًا على مشروع القانون مدعيًا أنه ربما يكون قد انتهك التعديل الأول لدستور الولايات المتحدة المتعلّق بالحقَ في الوصول العام للمعلومات، كما شكك في القصدِ من مشروع القانون حيث قال أنه من المحتملِ أنه يستهدف موقع قاعدة بيانات الأفلام على الإنترنت.

## وصلات خارجية
- الموقع الرسمي
- قاعدة بيانات الأفلام على الإنترنت على موقع IMDb (الإنجليزية)